# Киндешть (Бузеу)
Киндешть, Киндешті (рум. Cândești) — село у повіті Бузеу в Румунії. Входить до складу комуни Вернешть.
Село розташоване на відстані 102 км на північний схід від Бухареста, 14 км на північний захід від Бузеу, 105 км на захід від Галаца, 96 км на південний схід від Брашова.

## Населення
За даними перепису населення 2002 року у селі проживали 3110 осіб. Рідною мовою 3106 осіб (99,9%) назвали румунську.
Національний склад населення села:
| Національність | Кількість осіб | Відсоток |
| -------------- | -------------- | -------- |
| румуни         | 3060           | 98,4%    |
| цигани         | 48             | 1,5%     |